# غونل كارلسون
غونل كارلسون (بالسويدية: Gunnel Carlson)‏ هي صحفية وكاتِبة سويدية، ولدت في 25 نوفمبر 1956 في Asarum ‏ في السويد.